# 마석고등학교
마석고등학교(磨石高等學校)는 대한민국 경기도 남양주시 화도읍 녹촌리에 위치한 공립 고등학교이다.

## 학교 연혁
- 2011년 3월 1일 : 개교, 초대 박랑자 교장 취임
- 2011년 3월 4일 : 제1회 입학식(12학급 458명 남 239명, 여 219명)
- 2012년 3월 1일 : 혁신학교, 자율학교 운영
- 2012년 3월 1일 : 선진형 교과교실제 운영
- 2014년 2월 13일 : 제1회 졸업식(12학급 445명 남 234명, 여 211명)
- 2015년 3월 1일 : 소프트웨어교육 선도학교 운영
- 2018년 1월 11일 : 제6회 졸업식(11학급 350명 남 141명, 여 209명)
- 2018년 4월 1일 : 창의융합형 과학실 모델학교 운영
- 2019년 3월 1일 : 고교학점제 선도학교
- 2021년 3월 1일 : 인공지능(AI) 선도학교 운영
- 2023년 3월 2일 : 제4대 이춘오 교장 취임
- 2024년 3월 4일 : 제14회 입학식(11학급 375명 남 157명, 여 218명)

## 참고 자료
- 마석고등학교 - 한국교육학술정보원 학교알리미